# Rolf Rietzler
Rolf Rietzler (* 1941 in Lindau (Bodensee)) ist ein deutscher Journalist, Historiker und Sachbuchautor. 
Rietzler wurde als Sohn eines gelernten Schmieds und SS-Mannes geboren und wuchs in Lindau auf. Von seiner katholischen Kindheit und Jugend erzählt er im Epilog seines Buches Mensch, Adolf (2016). Sein Jura-Studium an der Universität München brach er ab, um ein Studium der Geschichtswissenschaft an der Universität Hamburg aufzunehmen. 1965 erhielt er eine Einladung in das Doktorandenseminar von Fritz Fischer. In den 1970er Jahren arbeitete er in Hamburg als Taxifahrer. 1979 wurde er an der Universität Hamburg zum Dr. phil. promoviert. Danach war er über 20 Jahre Redakteur der Zeitschrift Der Spiegel. 

## Veröffentlichungen
- Mensch, Adolf. Das Hitler-Bild der Deutschen seit 1945. Ansichten eines Zeitgenossen. München 2016, ISBN 978-3-570-10288-6,
- Mitarbeit an dem Spiegel-Buch Flick – Die gekaufte Republik (1984)
- Die Blutnacht von Wöhrden. Zur nationalsozialistischen Propaganda der Gewalt, in: Journal Geschichte 1983, Heft 1, S. 4–7, 58f.
- (unter dem Namen Rudolf Rietzler): "Kampf in der Nordmark". Das Aufkommen des Nationalsozialismus in Schleswig-Holstein (1919–1928) (= Studien zur Wirtschafts- und Sozialgeschichte Schleswig-Holsteins, Bd. 4). Wachholtz, Neumünster 1982, ISBN 3-529-02904-1 (Dissertation Universität Hamburg).
- Mitarbeit an dem Spiegel-Buch Die verkannte Gefahr. Rechtsradikalismus in der Bundesrepublik (1981)